# Harcosok szövetsége
A Harcosok szövetsége (eredeti cím: Taegukgi hwinalrimyeo)  2004-ben készült dél-koreai háborús film.
A film a koreai háborúról szól, melyben észak és dél harcolt egymással.
A filmet Je-kyu Kang rendezte, a két főszereplő  Dong-gun Jang és Bin Won.
Az ázsiai filmfesztiválokon több szakmai elismerést és jelölést kapott.
A filmben összesen ötszázharmincegy haláleset látható.

## Cselekmény
Jin-tae és Jin-seok testvérek. A háború kirobbanásakor el kellett hagyniuk az otthonukat, mert békésebb vidékre akartak menni. Azonban a hadsereg Jin-seok-ot besorozza, ezért a törékeny férfinek el kell mennie a frontra. Szerencséjére Jin-tae is vele tart szolidaritásból, de így sem fenékig tejfel az élet. Kemény harcok folynak, fegyverropogás zaja hallatszik mindenfelől, és van olyan is, amikor az élelem sem túl sok. Jin-tae jobban viseli a történteket, nagyon bátor és mindig az első sorban küzd a győzelemért. De mindezt csak azért teszi, mert meg akarja védeni Jin-seok-ot, és egy egyezség értelmében ha kap majd egy kitüntetést, akkor a testvére hazamehet a csatából. A kitüntetés meg is lesz, de összekuszálódnak a dolgok, és Jin-tae átáll az északi oldalra, és onnantól fogva a délieket öli. A két testvér már egymás ellen harcol.

## Szereplők
- Dong-gun Jang – Jin-tae Lee
- Bin Won – Jin-seok Lee

## Fogadtatás
A film költségvetése 12 800 000 dollár volt, a bevétele pedig 69 827 583 dollár. A Harcosok szövetségét Dél-Koreában több mint tízmillióan látták a moziban. Továbbá az IMDb felhasználói is elég jó pontszámot adtak a filmnek (8,1/10 – 32894 szavazat alapján). A szakértők is elismerték az alkotást, a Baek Sang Art Awards-on 2004-ben megkapta a legjobb film díját, a Blue Dragon Awards-on szintén 2004-ben pedig Dong-gun Jang-ot választották a legjobb férfi színésznek. Ugyancsak ezen a filmfesztiválon a Harcosok szövetsége az alábbi jelöléseket is megkapta: legjobb film, legjobb látványtervezés és legjobb zene.